# Дианово (Марий Эл)
 Дианово  — деревня в Юринском районе Республики Марий Эл. Входит в Марьинское сельское поселение.

## География
Находится в юго-западной части республики Марий Эл на расстоянии приблизительно 30 км по прямой на север-северо-запад от районного центра посёлка Юрино.

## История
Основана во второй половине XIX века. В 1925 году в деревне было 37 хозяйств, 157 жителей, в 1929 году — 38 хозяйств, 195 жителей, в 1939 39 и 203. В деревне был небольшой дегтярный завод. В советское время также работали колхозы «Путь пахаря», «Авангард». В 1960 году в деревне проживали 96 жителей, в 1992 году — 38 человек.

## Население
Постоянное население составляло 10 человек (русские 90 %) в 2002 году, 0 в 2010.